# 氷川神社 (桶川市上日出谷)
氷川神社（ひかわじんじゃ）は、埼玉県桶川市の神社。

## 歴史
創建年代は不明である。ただ別当寺だった知足院が正応年間（1288年 - 1293年）の開山としていることから、その頃に創建されたものと推測される。
かつては「金松」と称する松の老木があり、斧などで傷つけたら必ず禍が起こると言い伝えられてきた。現在は枯死してしまい根株のみが残されている。
明治初期、近代社格制度に基づく「村社」に列せられた。

## 交通アクセス
- 路線バス愛宕幼稚園停留所より徒歩3分。